# Мурована Гослина
Мурована Гослина (пољ. Murowana Goślina) град је у Пољској у Војводству великопољском. По подацима из 2012. године број становника у месту је био 10 437.

## Становништво
| 2012.  |
| ------ |
| 10 437 |

## Партнерски градови
- Хеминген
- Yvetot